# Bromacetylen
Bromacetylen, eller tetrabrometan, (CHBr2)2, är en giftig, färglös till gul vätska med kamferliknande lukt, och som är högkokande och olöslig i vatten.

## Framställning
Tetrabrometan framställs genom bromering av acetylen.

## Användning
På grund av sin höga densitet, 2.943 kg/m3, kan tetrabrometan användas för att skilja tyngre från lättare mineraler. Det kan användas för att skilja diamanter från den sand de förekommer i. Tillämpning finns även för att skilja ut turmaliner och syntetiska stenar vars densitet är över 3; från smaragder, akvamariner, andra beryller och alla slags kvarts.